# Zinnia
Zinnia はオープンソースのオンライン手書き文字認識エンジンである。認識精度の向上を図るためにサポートベクターマシンによる機械学習を用いているのが特徴である。Zinniaは認識エンジンのみを提供しており、使用にあたっては別途認識モデルが必要となる。現在はTomoe付属の手書きデータを使って作成した認識モデルファイル(Zinnia-Tomoe)が入手できる。また、Zinnia自身には文字のレンダリング機能は組み込まれていない。